# Стружук, Елена Фёдоровна
Елена Фёдоровна Стружук — советский хозяйственный, государственный и политический деятель, Герой Социалистического Труда.

## Биография
Родилась в 1942 году в селе Исаково. Член КПСС.
С 1956 года — на хозяйственной, общественной и политической работе. В 1956—2002 гг. — доярка в колхозе «Патрия» Оргеевского района, заведующая молочно-товарной фермой, бригадир МТФ, заведующая свинотоварной фермой колхоза «50 лет Октября» Оргеевского района Молдавской ССР, заведующая животноводческим комплексом по производству говядины объединения «Колхозживпром», главный зоотехник колхоза «50 лет Октября», заместитель заведующего отделом сельского хозяйства Оргеевского райисполкома, заведующая животноводческим комплексом по производству говядины объединения «Колхозживпром».
Указом Президиума Верховного Совета СССР от 8 апреля 1971 года присвоено звание Героя Социалистического Труда с вручением ордена Ленина и золотой медали «Серп и Молот».
Избиралась депутатом Верховного Совета Молдавской ССР 7-9-го созывов. Делегат XXV съезда КПСС.
Жила в Молдавии.